# Ankara Cup
La Ankara Cup en español Copa de Ankara es un torneo de tenis profesionales femenino, jugado el interior canchas duras. El evento está clasificado en los torneos del Circuito Femenino ITF de $ 50,000 y se ha celebrado anualmente en Ankara, Turquía, desde 2011.

## Finales anteriores

### Individuales
| Años                         | Campeona            | Subcampeona        | Resultado          |
| ---------------------------- | ------------------- | ------------------ | ------------------ |
| ↓ Torneos de $50,000 event ↓ |                     |                    |                    |
| 2011                         | Kristina Mladenovic | Valeria Savinykh   | 7–5, 5–7, 6–1      |
| 2012                         | Ana Savić           | Mónica Puig        | 5–7, 6–3, 6–4      |
| 2013                         | Vitalia Diatchenko  | Marta Sirotkina    | 6–7(3–7), 6–4, 6–4 |
| 2014                         | Aleksandra Krunić   | Akgul Amanmuradova | 3-6, 6-2, 7-6(8-6) |
| 2015                         | Ivana Jorović       | Çağla Büyükakçay   | 7-6(7-3), 3-6, 6-2 |
| 2016                         | Ivana Jorović       | Vitalia Diatchenko | 6-4, 7-5           |

### Dobles
| Años                         | Campeona                                     | Subcampeona                          | Resultado        |
| ---------------------------- | -------------------------------------------- | ------------------------------------ | ---------------- |
| ↓ Torneos de $50,000 event ↓ |                                              |                                      |                  |
| 2011                         | Nina Bratchikova Darija Jurak                | Janette Husárová Katalin Marosi      | 6–4, 6–2         |
| 2012                         | Magda Linette Katarzyna Piter                | Irina Buryachok Valeria Solovyeva    | 6–2, 6–2         |
| 2013                         | Yuliya Beygelzimer Çağla Büyükakçay          | Eleni Daniilidou Aleksandra Krunić   | 6–3, 6–3         |
| 2014                         | Ekaterine Gorgodze Nastja Kolar              | Oleksandra Korashvili Elitsa Kostova | 6-4, 7-6(7-5)    |
| 2015                         | Maria Jose Martinez Sanchez Marina Melnikova | Paula Kania Lesley Kerkhove          | 6–4, 5–7, [10–8] |
| 2016                         | Anna Blinkova Lidziya Marozava               | Sabina Sharipova Ekaterina Yashina   | 4–6, 6–3, [11–9] |